# Jhenaidah (Distrikt)

Lage von Jhenaidah in Bangladesch

Jhenaidah (bengalisch ঝিনাইদহ জেলা Jhināidah jelā) ist ein Verwaltungsdistrikt im zentralen Bangladesch, der innerhalb der Division Khulna, der übergeordneten Verwaltungseinheit, liegt. Der Distrikt liegt im höchsten und trockensten Teil des Moribunddeltas. Die im Hauptstadt des Distrikts bildet die gleichnamige Stadt Jhenaidah. Die Gesamtfläche des Distrikts beträgt 1965 km². Der Distrikt setzt sich aus 6 Upazilas zusammen. Jhenaidah wurde als Subdivision 1862 gegründet und 1984 zum Distrikt erklärt.
Jhinaidah grenzt im Norden an den Distrikt Kushtia, im Süden an den Distrikt Jessore, im Osten an den Distrikt Rajbari und den Distrikt Magura und im Westen an den Distrikt Chuadanga. Der Distrikt hat eine internationale Grenze zu Indien im Westen. Der Distrikt hat 1,8 Millionen Einwohner (Volkszählung 2011). Die Alphabetisierungsrate liegt bei 48,4 % der Bevölkerung. 90,4 % der Bevölkerung sind Muslime, 9,5 % sind Hindus und 0,1 % sind Christen.
Die Wirtschaft von Jhinaidah ist überwiegend landwirtschaftlich geprägt. Die Funktionen des Einzelhandels werden vorwiegend von kleinen Läden und traditionellen Basaren erfüllt. Laut der Volkszählung von 2011 arbeiten 66,5 % der Arbeitskräfte in der Landwirtschaft, 26,2 % im Dienstleistungssektor (meist in informellen Verhältnissen) und 7,3 % in der Industrie.
Das Klima ist ganzjährig warm. Die jährliche Durchschnittstemperatur variiert von maximal 37,1 Grad bis minimal 11,2 Grad und der durchschnittliche Jahresniederschlag liegt bei 1467 mm (2011).

## Galerie

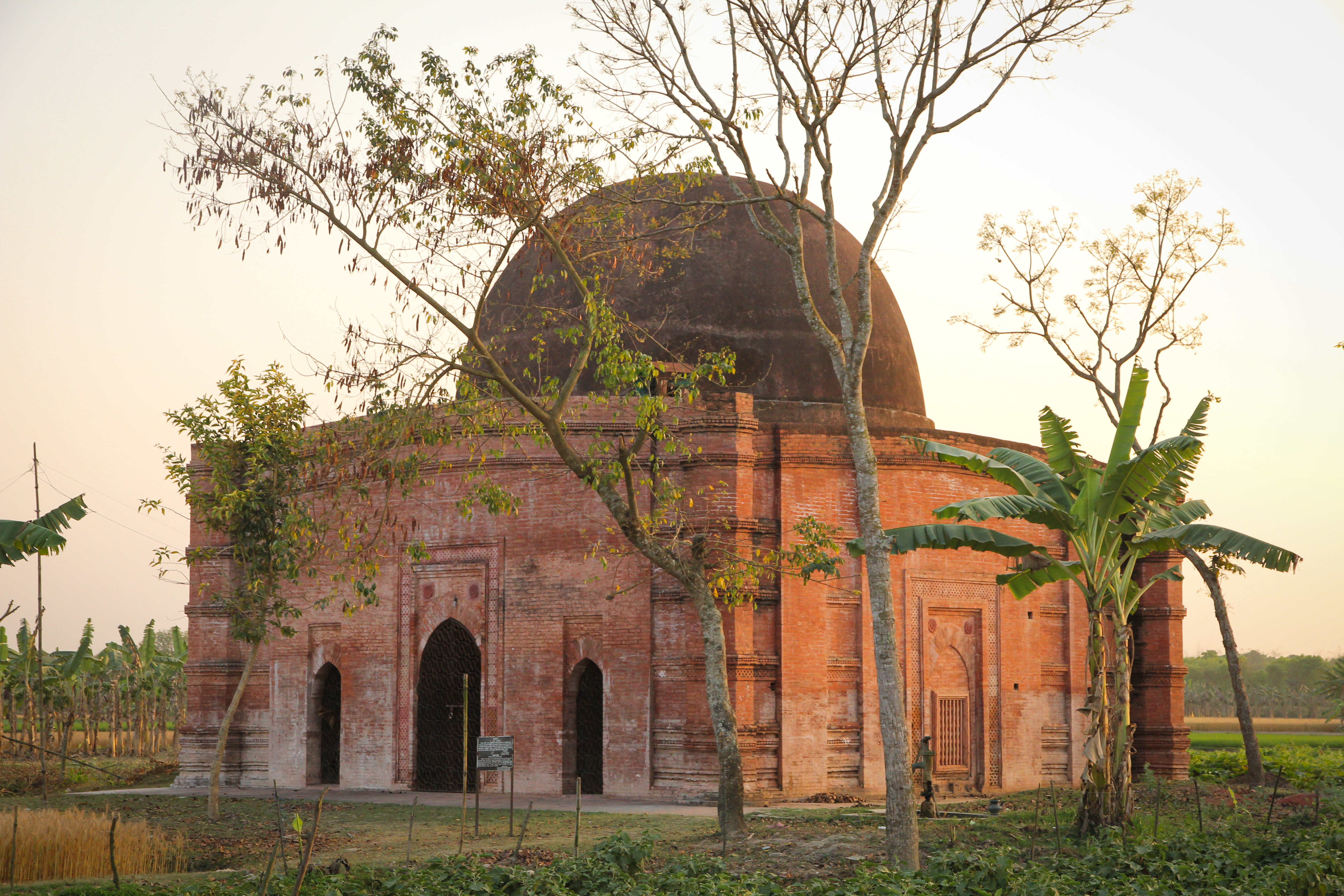
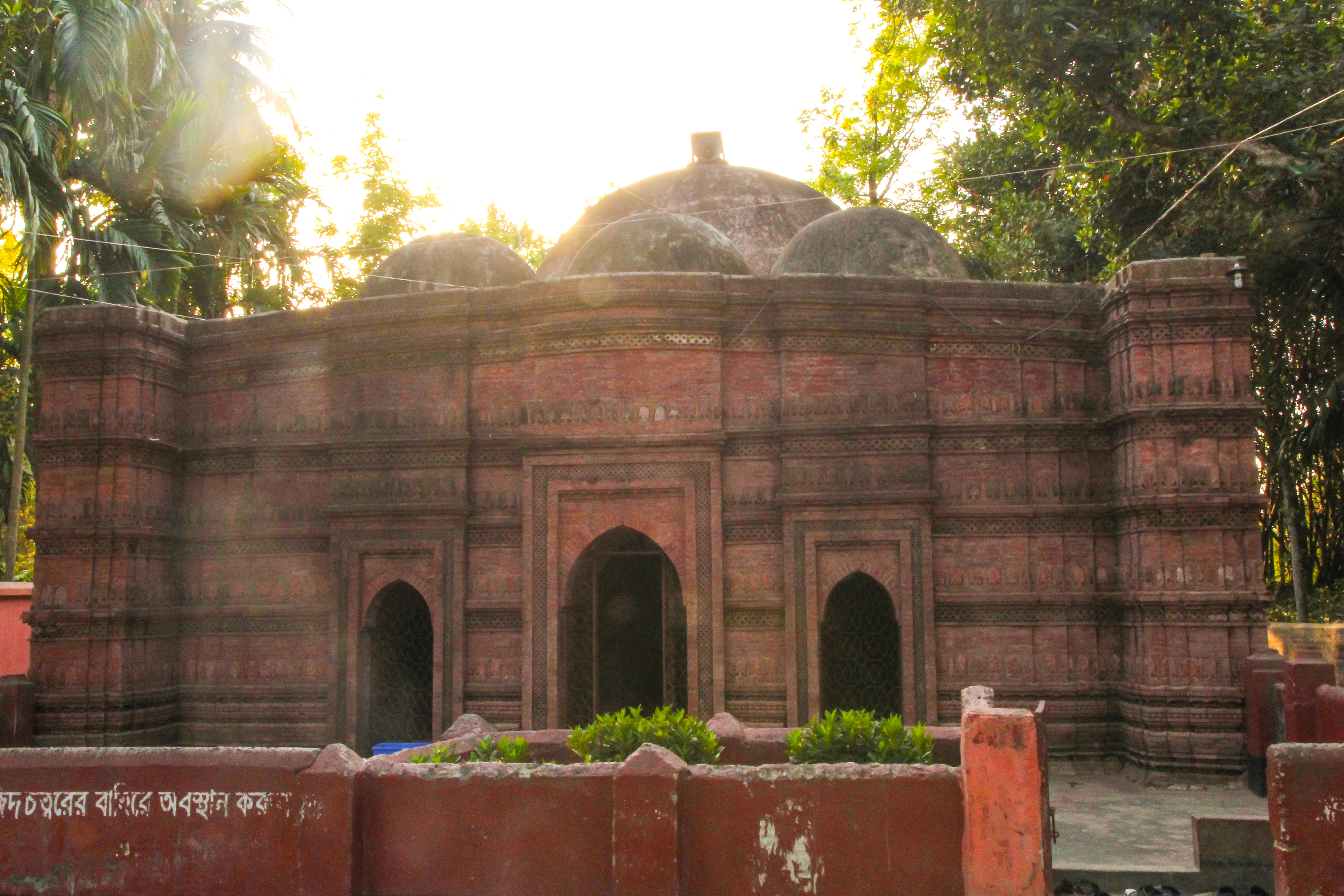
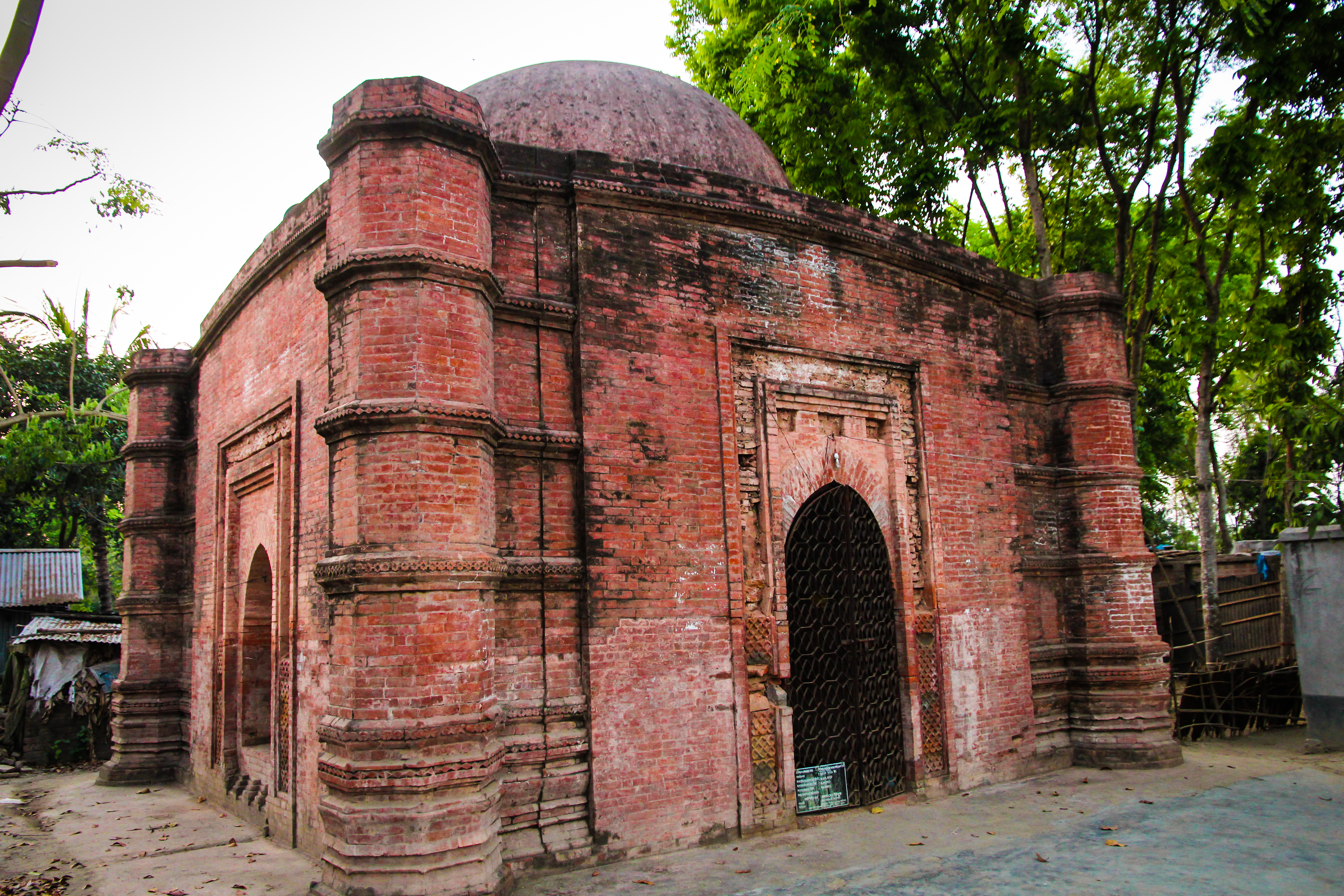
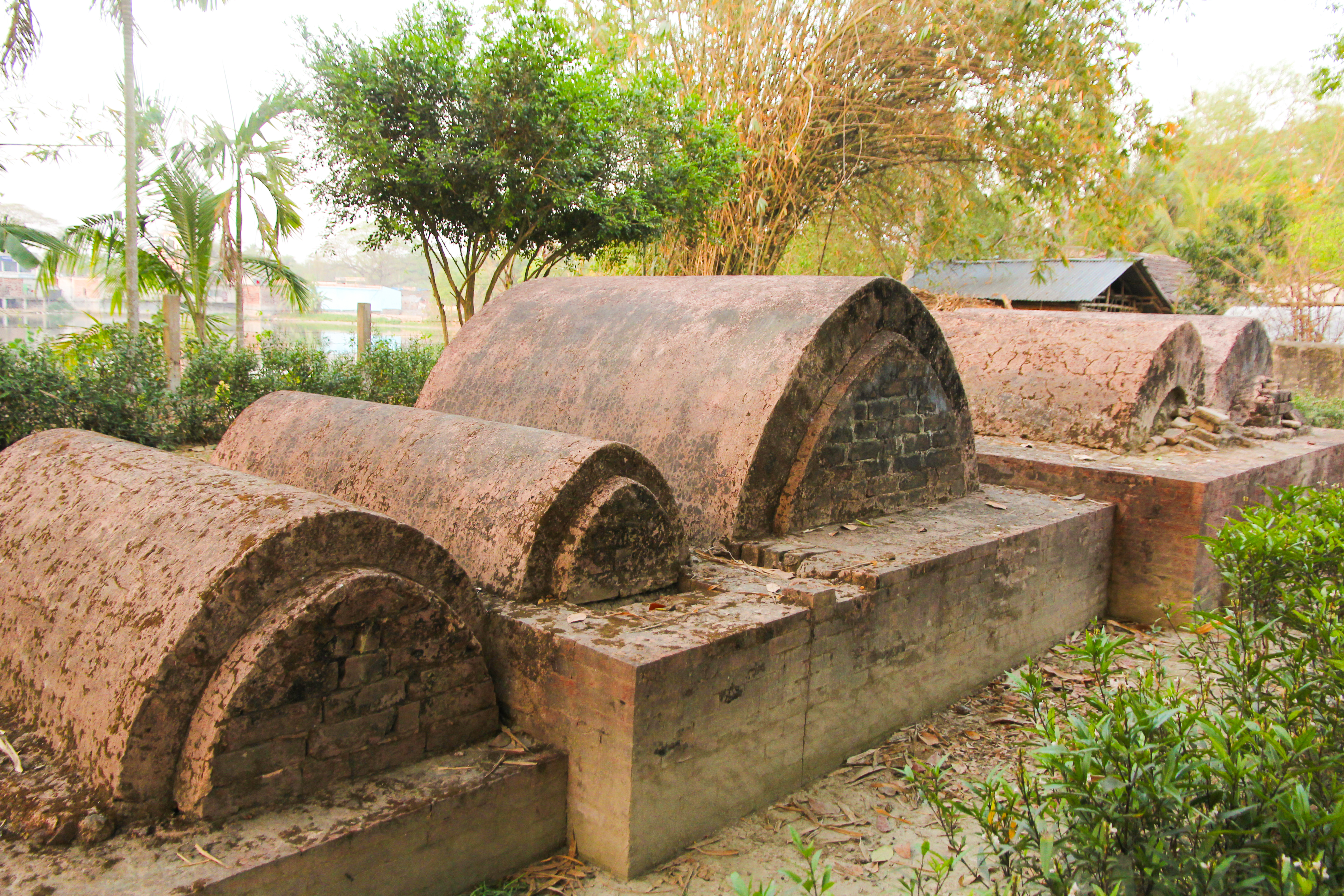
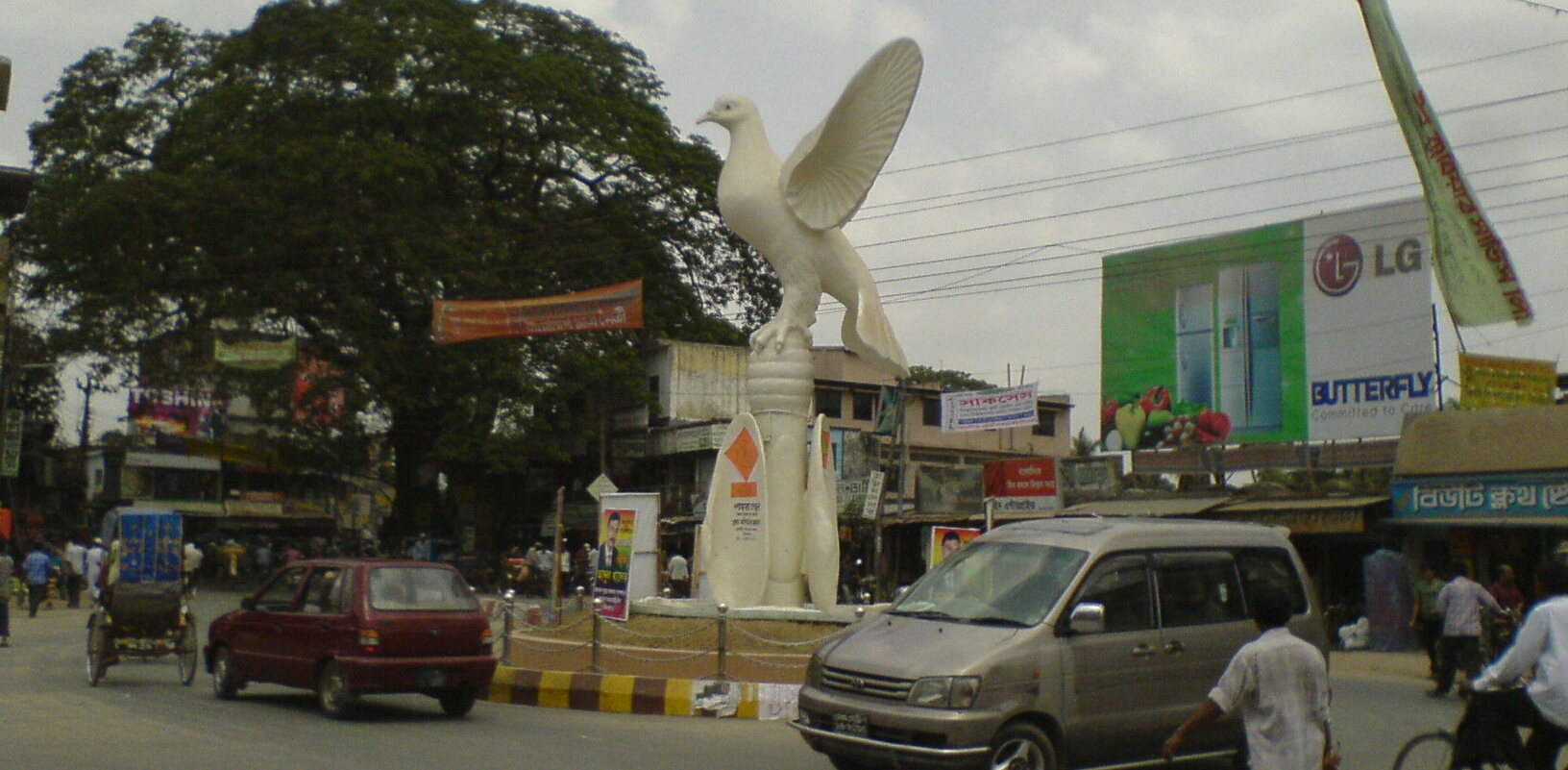